# Rahmatou Keïta
Rahmatou Keïta es una periodista y directora nigerina.

## Biografía
Keïta nació en Níger. Su tía paterna era la Sultana al haberse casado con el Sultán de Zinder.
Divorciada del periodista Antoine Silber, es madre de la actriz Magaajyia Silberfeld, nacida en París en 1996.

## Carrera
Estudió filosofía y lingüística en París. Al culminar sus estudios se instaló en la ciudad francesa y comenzó su carrera como periodista en prensa escrita y radio, en la emisora France Inter como parte del equipo del programa de Daniel Mermet titulado "Si par hasard, au piano bar ", antes de trabajar en televisión.
Se desempeñó como columnista, presentadora de noticias de televisión, presentadora de programas y reportera en canales de televisión franceses e internacionales, incluida la revista cultural de Antenne 2, L'Assiette anglaise.
En 2009, fue presidenta honoraria del Festival de Cine Panafricano.
En 2010, Al'lèèssi, su documental dedicado a los pioneros del cine africano, se estrenó en los cines franceses, tras ser presentado en Cannes en 2005.

## Filmografía
- 1990:[8] Djassaree - documental, 13 min (ORTN - Níger)
- 1993 - 1997 : Femmes d'Afrique (serie de 26 x 26 min) transmitido por varios canales de televisión nacionales en África
- 1999 : Just Because of a Shot (Le Nerf de la pain) - documental de 26 min (Sonrhay Empire Productions / ORTN - Níger)
- 2000 : A School Day at Gustave Doré (Un día en la escuela Gustave-Doré) - documental 12 min (Sonrhay Empire Productions)
- 2001 : All About Psynachalysts (Los estados generales del psicoanálisis) - documental 90 min
- 2003 : Al'lèèssi ... una actriz africana [9][10] - documental, 70 min
- 2014 : ¡Jìn'naariyâ! (The Golden Ring) - cortometraje, 12 min (Premio al Mejor Cortometraje en AAFF - Tanzania)
- 2016 : The Wedding Ring (Zin'naariyâ! o L'Alliance d'or[11] - largometraje, 96 min (Sonrhay Empire Productions)